# Zygaenosia subhyalinifascia
Zygaenosia subhyalinifascia är en fjärilsart som beskrevs av Rothschild 1913. Zygaenosia subhyalinifascia ingår i släktet Zygaenosia och familjen björnspinnare. Inga underarter finns listade i Catalogue of Life.